# Malmö FF
Malmö Fotbollförening, Malmö FF ali preprosto Malmö je švedski nogometni klub iz mesta Malmö. Klub je bil ustanovljen 24. februarja 1910 in trenutno igra v Allsvenskan, 1. švedski nogometni ligi. Malmö je bil 16-krat švedski prvak in finalist Pokala prvakov leta 1979, kjer pa je sicer izgubil proti Nottingham Forestu. Do sedaj je kot edinemu švedskemu klubu to uspelo. Dvakrat pa se mu je uspelo prebiti tudi v Ligo prvakov in sicer v sezonah 2014/15 in 2015/16, kjer pa je v svoji skupini obakrat končal kot zadnji z istim izkupičkom (1 zmaga, 5 porazov).
Domači stadion Malmöja je Swedbank Stadion, kateri sprejme 24.000 gledalcev. Barvi dresov pa sta modra in bela. Prav zaradi modre barve pa imajo nogometaši Malmöja vzdevek Di blåe (modri), oziroma Himmelsblått (nebesno modri).
Z Göteborgom in AIK-om tvori veliko trojko švedskega klubskega nogometa. Skupno so ti trije klubi osvojili 42 naslovov prvakov.

## Rivalstvo
Rivali Malmöja so omenjeni Göteborg, Helsingborgs IF in IFK Malmö